# Harley Marques Silva
Harley Marques Silva (Brasilia, 6 luglio 1974) è un giocatore di beach volley brasiliano.
Il team Harley - Pedro era quinto nella classifica Olimpica mondiale per i Giochi olimpici di Pechino 2008, ma non si qualificò a causa del limite delle due squadre per nazione. 
Harley - Pedro erano secondi nella classifica mondiale del beach volley al 21 luglio 2008, e primi dal 4 agosto 2008.

## Compagni di squadra
- Pedro Solberg Salgado
- Benjamin Insfran
- Franco Neto
- Rogerio Ferreira
- Alison Cerutti
- Luizao Correa
- Fred Souza